# دو نفر در جنب و جوش
دو نفر در جنب و جوش (انگلیسی: Two Scrambled) یک فیلم کمدی صامت کوتاه به کارگردانی گیلبرت پرت است که در سال ۱۹۱۸ منتشر شد و امروزه یک فیلم گمشده محسوب می‌شود. هیئت بازبینی فیلم شیکاگو، بخش‌هایی از این فیلم را زمان نمایش سانسور کرد.

## بازیگران
- هارولد لوید
- اسناب پالرد
- ببه دنیلز
- هلن گیلمور
- باد جیمیسون
- نوآ یانگ
- مالکوم سنت کلیر
- جیمز پروت
- چارلز استیونسون